# Euphorbia celerieri
Euphorbia celerieri är en törelväxtart som först beskrevs av Marie Louis Emberger, och fick sitt nu gällande namn av Marie Louis Emberger och Jacques Vindt. Euphorbia celerieri ingår i släktet törlar, och familjen törelväxter.
Artens utbredningsområde är Marocko. Inga underarter finns listade i Catalogue of Life.